# Krzysztof Birkenmajer
Krzysztof Ludwik Birkenmajer (ur. 6 października 1929 w Warszawie, zm. 23 lutego 2019 w Krakowie) – polski geolog, speleolog i polarnik. Profesor nauk technicznych o specjalności stratygrafia, tektonika. Był żonaty z polską geolog Franciszką Szymakowską.

## Życiorys
Był synem Józefa Birkenmajera, tłumacza, slawisty, historyka literatury i krytyka literackiego oraz Marii Jętkiewiczówny. Józef Birkenmajer zginął jako żołnierz
26 września 1939 roku w obronie Warszawy. Osierocony Krzysztof po wybuchu wojny był uczniem tajnych kompletów gimnazjalnych
w Warszawie. Naukę kontynuował po przeniesieniu się w 1944 r., po upadku powstania warszawskiego, do Krakowa, gdzie w następnym roku podjął naukę w Gimnazjum i Liceum im. Henryka Sienkiewicza, a dwa lata później zdał maturę.
Studiował na Wydziale Matematyczno-Przyrodniczym UJ (ukończone w 1950) i na Wydziale Geologiczno-Poszukiwawczym Akademii Górniczo-Hutniczej w Krakowie (ukończone w 1954). Od 1954 r. do emerytury pracował w Zakładzie (przekształconym w Instytut) Nauk Geologicznych Polskiej Akademii Nauk w Krakowie. W 1956 obronił doktorat na Wydziale Geologii Uniwersytetu Warszawskiego. Większość swojej kariery spędził w Instytucie Nauk Geologicznych PAN w Krakowie. W 1959 uzyskał habilitację, a w 1967 został profesorem.
W latach 1951–1952 uczestniczył w wyprawach odkrywczych do jaskiń tatrzańskich: Jaskini Miętusiej, Szczeliny Chochołowskiej, Jaskini za Siedmiu Progami i in. W tych samych i następnych latach badał jaskinie w Pieninach i w pienińskim pasie skałkowym. W 1952 został członkiem Klubu Grotołazów. Od 1956 badał geologię Spitsbergenu, jako uczestnik trzynastu ekspedycji badawczych i współorganizator polskiej bazy naukowej w fiordzie Hornsund. Uczestniczył w dwóch wyprawach geologicznych na Grenlandię w 1971 i 1976 roku. Od 1977 brał udział w siedmiu ekspedycjach na Antarktydę Zachodnią. Łącznie na Spitsbergen, Antarktydę i Grenlandię podróżował jako uczestnik 23 wypraw naukowych, odkrył i opisał liczne formacje, z czego tylko na Antarktydzie wprowadził ponad 200 nazw geograficznych związanych z Polską. Jego imieniem nazwano ok. 10 nowych kopalnych rodzajów i gatunków.
Opublikował około 500 prac geologicznych. Jest także autorem ponad 20 szczegółowych map geologicznych oraz około 200 artykułów popularnonaukowych, sprawozdań i wspomnień, a także 5 skryptów uczelnianych i 4 książek, poświęconych polskim działaniom w krajach polarnych. Do głównych tematów badawczych należały badania pienińskiego pasa skałkowego i badania geologiczne obszarów polarnych, geologia Karpat, Dolnego Śląska, Wschodnich Alp, Spitsbergenu, Grenlandii i Antarktyki. Jest współautorem szeregu opracowań wieku kenozoicznych andezytów i bazaltów Polski. Był również redaktorem kilku serii wydawniczych, m.in. takich jak: Studia Geologia Polonica, Geological Results of the Polish Spitzbergen Expeditions, Geological Results of the Polish Antarctic Expeditions, Postępy Nauk Geologicznych, a także członkiem szeregu polskich i zagranicznych komitetów redakcyjnych.
Współpracował z zagranicznymi ośrodkami naukowymi. Jako visiting professor prowadził zajęcia na uniwersytecie w Kopenhadze, prowadził również wykłady m.in. w Norwegii, Wielkiej Brytanii, Szwecji, Francji, Niemczech i USA.
Jego wyjątkowe związki z Pieninami spowodowały, że przez 28 lat (1967–1995) był wiceprzewodniczącym Rady Naukowej Pienińskiego Parku Narodowego. W latach 1992–1996 był również sekretarzem Międzynarodowego Komitetu Badań Antarktyki.
Od 1989 był członkiem rzeczywistym Polskiej Akademii Nauk i członkiem czynnym Polskiej Akademii Umiejętności. Od 1997 był honorowym członkiem Akademii Rumuńskiej oraz członkiem Polskiego Towarzystwa Geologicznego. Posiadał tytuł członka zagranicznego Akademii Nauk w Nowym Jorku.
Należał do grona członków założycieli Klubu Polarnego Polskiego Towarzystwa Geograficznego (1974). W 2013 roku został wyróżniony godnością członka honorowego Polskiego Towarzystwa Geograficznego. Był również członkiem honorowym Polskiego Towarzystwa Geologicznego, Austriackiego Towarzystwa Geologicznego i Amerykańskiego Towarzystwa Geologicznego.
Zmarł 23 lutego 2019 roku. Został pochowany 5 marca 2019 r. na Cmentarzu Rakowickim w Krakowie.

## Publikacje
- Przewodnik geologiczny po Pienińskim Pasie Skałkowym, cz. I-IV, Wydawnictwa Geologiczne, Warszawa 1958

- Pod znakiem białego niedźwiedzia. Wydawnictwa Nasza Księgarnia, Warszawa, 1961
- Polarne drogi i bezdroża. Wydawnictwa Geologiczne, Warszawa, 1975
- Lodospady szmaragdowe. Wydawnictwo Literackie, Kraków-Wrocław, 1987

## Odznaczenia[10]
- Krzyż Komandorski Orderu Odrodzenia Polski (2002)[11]
- Krzyż Oficerski Orderu Odrodzenia Polski (1984)[6]
- Krzyż Kawalerski Orderu Odrodzenia Polski (1962)[6]
- Złoty Krzyż Zasługi (1959)[6]
- Za działalność w ruchu oporu w czasie okupacji otrzymał Krzyż Armii Krajowej oraz nominację na podporucznika Wojska Polskiego, nadaną w roku 2000 przez Prezydenta RP[6].

- Medal 100-lecia Akademii Umiejętności